# Francis Bacon (nghệ sĩ)
Francis Bacon (28 tháng 10 năm 1909 - 28 tháng 4 năm 1992) là một họa sĩ tượng hình người Anh sinh tại Ireland. Ông được biết đến với những bức tranh táo bạo, kỳ cục, đầy cảm tính và thô sơ của mình. Các hình khối hội họa trừu tượng của ông thường được cách ly trong thủy tinh hoặc trong các khối lồng thép hình học, đặt trên các mặt phẳng, các hình nền khó tả. Bacon học hội họa trong độ tuổi 20, nhưng ông làm việc không thường xuyên và không chắc chắn cho đến khi những năm 30 tuổi. Ông sống trôi dạt như một người chuyên thiết kế nội thất đồng giới thích cờ bạc, vui vẻ và phức tạp. Ông thiết kế đồ đạc trong nhà, thảm và các vật liệu trong nhà tắm. Sau này Bacon thừa nhận rằng sự nghiệp nghệ thuật của mình đã bị trì hoãn bởi vì ông đã dành quá nhiều thời gian tìm kiếm chủ đề có thể giữ được sự quan tâm của ông.
Bước đột phá của ông đến vào năm 1944 với tranh thờ Three Studies for Figures at the Base of a Crucifixion, mà do hậu quả trực tiếp của Chiến tranh Thế giới thứ hai, đã khẳng định danh tiếng của Bacon như là một người viết biên niên sử độc đáo và ảm đạm về tình trạng của con người. Nhận xét về ý nghĩa văn hóa của Three Studies, nhà phê bình nghệ thuật John Russell nhận xét rằng "có tranh vẽ ở Anh trước khi có bức tranh này, và có tranh vẽ sau bức tranh này, và không có ai...có thể nhầm lẫn giữa chúng."

### Sách tiểu sử
- Archimbaud, Michel. Francis Bacon: The Final Vision. New York: Phaidon Press, 1994. ISBN 0-7148-2983-8
- Bacon, Francis. Francis Bacon: Important Paintings from the Estate. New York: Tony Shafrazi gallery, 1998. ISBN 1-891475-16-9
- Baldassari, Anne. Bacon-Picasso: The Life of Images. London: Flammarion, 2005. ISBN 2-08-030486-0
- Brighton, Andrew. Francis Bacon. London: Tate Publishing, 2001. ISBN 1-85437-307-2
- Cappock, Margarita. Francis Bacon's Studio. London: Merrell Publishers, 2005. ISBN 1-85894-276-4
- Deleuze, Gilles. Francis Bacon: The Logic of Sensation. Paris: Continuum International Publishing- Mansell, 2004. ISBN 0-8264-7318-0
- Domino, Christophe. Francis Bacon. London: Thames and Hudson, 1997. ISBN 0-500-30076-3
- Edwards, John. 7 Reece Mews: Francis Bacon's Studio. London: Thames & Hudson, 2001. ISBN 0-500-51034-2
- Farson, Daniel. The Gilded Gutter Life of Francis Bacon. London: Vintage, 1994. ISBN 0-09-930781-2
- Gale, Matthew & Sylvester David. Francis Bacon: Working on Paper London: Tate Publishing, 1999. ISBN 1-85437-280-7
- Hammer, Martin. Bacon and Sutherland. Boston: Yale University Press, 2005. ISBN 0-300-10796-X
- Hammer, Martin. Francis Bacon: Portraits and Heads. Edinburgh: National Galleries of Scotland, 2005. ISBN 1-903278-66-X
- Harrison, Martin. In Camera, Francis Bacon: Photography, Film and the Practice of Painting. Thames & Hudson, 2005. ISBN 0-500-23820-0
- Harrison, Martin; Daniels, Rebecca. Francis Bacon Incunabula. London: Thames & Hudson, 2009. ISBN 978-0-500-09344-3
- Kundera, Milan & Borel, France. Bacon: Portraits and Self-portraits. London: Thames & Hudson, 1996. ISBN 0-500-09266-4
- Peppiatt, Michael. Francis Bacon: Anatomy of an Enigma. London: Weidenfeld & Nicolson, 1996. ISBN 0-297-81616-0
- Peppiatt, Michael. Francis Bacon in the 1950s. London: Yale University Press, 2006. ISBN 0-300-12192-X
- Rothenstein, John (intro); Alley, Ronald. Catalogue raisonnè and documentation, 1964. Francis Bacon. Thames and Hudson
- Russell, John. Francis Bacon. London: Thames and Hudson, 1993. ISBN 0-500-20271-0
- Sabatier, Bruno. "The Complete Graphic Work, Catalogue Raisonné", Paris, JSC Gallery, 2012.
- Schmied, Wieland. Francis Bacon: Commitment and Conflict. London: Prestel Verlag, 2006. ISBN 3-7913-3472-7
- Sinclair, Andrew Francis. Bacon: His Life and Violent Times. London, Sinclair Stevenson, 1993; New York, Crown
- Steffen, Barbara; Bryson, Norman. Francis Bacon and the Tradition of Art. Zurich: Skira Editore, 2004. ISBN 88-8491-721-2
- Sylvester, David. Interviews with Francis Bacon. London: Thames & Hudson, 1987. ISBN 0-500-27475-4
- Sylvester, David. Looking Back at Francis Bacon. London: Thames & Hudson, 2000. ISBN 0-500-01994-0
- Sylvester, David. Francis Bacon: The Human Body. London: Hayward Gallery, 1998. ISBN 1-85332-175-3
- Sylvester, David. About Modern Art: Critical Essays 1948–2000. London: Pimlico, 2002. ISBN 0-7126-0563-0
- Todoli, Vincente. Francis Bacon: Caged. Uncaged. Lisbon: Fundacao De Serralves, 2003. ISBN 972-739-109-5
- Van Alphen, Ernst. Francis Bacon and the Loss of Self. London: Reaktion Books, 1992. ISBN 0-948462-34-5
- Zweite, Armin. Francis Bacon: The Violence of the Real. London: Thames and Hudson, 2006. ISBN 0-500-09335-0